# Мухаммад ибн Нусайр
Абу Шуайб Мухаммад ибн Нусайр ан-Нумайри (араб. أبو شعيب محمّد بن نصير النميّري‎), известный как Ибн Нусайр
(араб. ابن نصير‎; ум. 883) — ученик десятого имама шиитов-имамитов Али Аль-Хади и одиннадцатого имама, Хасана аль-Аскари (ум. 873). Последователи Ибн Нусайра называются нусайритами (араб. نصيريون‎) или, начиная с 1920-х годов, алавитами (араб. علوي‎).

## Биография
Его полное Абу Шуайб Мухаммад ибн Нусайр аль-Басри ан-Нумайри. Имел персидское происхождения, но был связан с арабским племенем ан-Нумайр.
Ибн Нусайр жил во времена десятого (Али аль-Хади), одиннадцатого (Хасана аль-Аскари) и двенадцатого (Мухаммад аль-Махди) имама шиитов-двунадесятников. Ибн Нусайр был известен в качестве советника и помощника (баб) имама аль-Аскари. После смерти аль-Аскари стал авторитетом шиитов, а после «сокрытия» имама аль-Махди стал лидером шиитов.
Мухаммад ибн Нусайр придерживался крайних взглядов, утверждал, что он пророк, посланным Богом, и что шиитские имамы, которые были до него, были воплощениями Аллаха и двенадцатого имама, Мухаммада аль-Махди своего соперника в претендующих на баб (дверь) в имамы был Абу Якуб Исхак, основатель секты исхакия.
Умер в 883 году.